# قصة هنري تود
قصة هنري تود هي رواية في عام 1984 لبلاكفورد أوكس بقلم ويليام إف باكلي جونيور. إنها الخامسة من 11 رواية في السلسلة.

## الحبكة
تم إرسال عميل وكالة المخابرات المركزية بلاكفورد أوكس إلى غرب برلين ألمانيا الشرقية في عام 1961 ، خلال الفترة التي سبقت بناء جدار برلين.
هنري تود يهودي ألماني أرسل خلال الحرب العالمية الثانية إلى إنجلترا لمنع تجنيده في الجيش. بعد الحرب عاد إلى ألمانيا وأصبح مناضل الحرية الرائد في ألمانيا. يحمل هنري تود عبء الذنب لأنه أخبر شخصًا ما عن أخته التي كانت لا تزال مختبئة في مزرعة في ألمانيا أثناء وجوده في إنجلترا. تعود هذه المعلومات إلى فرق الموت التي تقتل الوالدين بالتبني وترسل أخته ، كليمنتا ، إلى معسكرات الموت. تم إنقاذ أخته من محتشد أوشفيتز في اللحظة الأخيرة من قبل الجيوش السوفيتية ، ولكن بعد الحرب أصبحت بيدقًا في محاولة إيست بلوك لتأمين القبض على تود. تم طرح هذا المزيج من الشخصيات المفعمة بالحيوية على زوجين فضوليين من ألمانيا الشرقية يلعبان أدوارًا مهمة في اللوحة. من الأهمية التاريخية مكان التقائهم السري ، وهو عبارة عن عربة قطار ألمانية أثرية ، كانت ملكًا لأدولف هتلر. وبالطبع هناك بلاكفورد أوكس. تتمثل مهمة أوكس في التسلل إلى بروديرسشيفت (منظمة تود) في محاولة لمعرفة نواياها. كل هذا يحدث بالطبع خلال الأيام التي سبقت بناء جدار برلين